# Kolsva
Kolsva is een plaats in de gemeente Köping in het landschap Västmanland en de provincie Västmanlands län in Zweden. De plaats heeft 2539 inwoners (2005) en een oppervlakte van 327 hectare.

## Verkeer en vervoer
Bij de plaats loopt de Länsväg 250.

## Geboren
- Ivar Widner (1891–1973), componist, dirigent en trompettist